# Camp de réfugiés d'Al-Wehdat
 (août 2019).
Le camp de réfugiés d'Al-Wehdat, connu localement comme Al-Wihdat (en arabe : مخيم الوحدات), est situé dans le quartier Hay Al Awdah, au sud d'Amman, la capitale de la Jordanie. Sur les 10 camps de réfugiés palestiniens reconnus en Jordanie, Al-Wehdat est le deuxième et compte une population d’environ 57 000 réfugiés enregistrés, dont 8 400 étudiants. 
L'ONG chargée de l'administration des camps de réfugiés palestiniens est l'Office de secours et de travaux pour les réfugiés de Palestine dans le Proche-Orient (UNRWA)).

## Administration
En 2010, Al-Wihdat appartenait au quartier d'Al-ʿAwd (« Le Retour ») dans le district d'Al-Yarmouk à Amman.

## Histoire
Al-Widhat faisait partie des quatre camps de réfugiés mis en place par l'UNWRA pour accueillir les réfugiés de Palestine après la guerre israélo-arabe de 1948. Le camp est créé en 1955 pour accueillir 5 000 réfugiés de villages situés entre Jaffa et Jérusalem:15. Au début, les réfugiés s'abritaient dans des tentes:72. En 1957, l'UNWRA a construit 1 260 abris supplémentaires, il en existait seulement 1 400 qu'ils avaient initialement construits au sud de la banlieue d'Amman à l'époque.
Jusque dans les années 1970, les familles vivaient dans des abris et des tentes:15.
Après les conflits de septembre noir ayant duré de 1970 à 1971, l'UNRWA a amélioré les conditions de vie à Al-Widhat:15.
En 1987-1988, 17 % des ménages logeaient dans une seule pièce contre 6 % en 2011. À cette date, 44 % des ménages à Wihdat disposaient de deux chambres:58.
À la fin des années 1960, dans les années 1970 et 1980, Al-Wihdat en Jordanie est devenu un centre d’activité pour les palestiniens.
Les quartiers est d'Al-Wihdat ont développé des zones de logement de la classe moyenne avec des bâtiments de trois et quatre étages. Les taudis subsistaient dans les quartiers sud du camp .
Le camp était un espace ouvert doté d'une zone économique. Il était  entrecoupé de « passages étroits et de ruelles tortueuses. »  
À la fin des années 2000, on comptait plus de 2 000 « magasins et entreprises » offrant une grande variété de biens et de services opérant à Al-Wehdat. Le grand souk d'Al Wehdat attirait des clients de l'extérieur en vendant des légumes de la vallée du Jourdain et des vêtements en provenance de Chine, proposés à des prix inférieurs aux marchés d'Amman.

## La démographie
En 2010, 48 000 habitants, dont  « 8 000 gitans, migrants de travail égyptiens, réfugiés irakiens et autres groupes  non jordaniens ». En 2017, on comptait 57 000 réfugiés enregistrés, dont 8 400 étaient étudiants à Al-Wihdat  370 000 réfugiés venaient de Palestine, soit 18 % du nombre total des réfugiés jordaniens. En Jordanie, de nombreux réfugiés palestiniens ont la citoyenneté à part entière. En 2017, sur les 5 millions de réfugiés palestiniens enregistrés en Jordanie, en Syrie, au Liban, en Cisjordanie et à Gaza, 2 millions se trouvaient en Jordanie,.

## UNRWA
L'UNRWA a été créé en 1949, pour offrir un financement aux réfugiés palestiniens et  leur permettre d'accéder à l'éducation, aux soins  (3,5 millions de patients) et assiste environ 250 000 réfugiés de Palestine dits très vulnérables. L'UNRWA a mis à disposition : 13 écoles, plusieurs centres : de santé, de réadaptation, de programme pour femmes, et deux bureaux : de protection de l'environnement et de services au camp. L'UNWRA propose aussi un institut de formation des enseignants à Amman.
70 % des fonds de l’UNRWA vont aux 700 écoles fréquentées. En octobre 2017, l’ Union européenne a donné une subvention supplémentaire de 9,5 € 9,5 € .

## Défis majeurs
L'UNRWA, cité dans un rapport 2013 de la Fafo Foundation, annonçait que ce camp est classé au 2e rang des dix camps de réfugiés palestiniens en Jordanie  relativement aux revenus de sa population et de l'emploi des femmes . Seules 24 % des femmes du camp travaillent. 8 % de la population du camp souffre de problèmes de santé chroniques. 66 % des réfugiés n’ont pas de protection médicale. Le camp est surpeuplé, sans espaces verts. Les abris ont plus de 70 ans. Certains sont démolis et remplacés car « le matériau de construction est insuffisant (toitures en tôle ondulée, ciment de mauvaise qualité) »:72.
L'UNRWA reçoit 30 % de son budget des États-Unis. Le 16 janvier 2018, ces derniers ont annoncé qu'ils retiendraient 60 millions de dollars sur les 125 millions annoncés. Le financement de l'UNRWA vient principalement des États membres de l'ONU,. Selon un journaliste du Spiegel : des enseignants, médecins et éboueurs ont été licenciés   le Premier ministre israélien Benjamin Netanyahu veut remplacer l'UNRWA par le HCR déclarant que l'espoir du droit de retour palestinien est irréaliste.

## Al-Wehdat SC
Le club de sport Al-Wehdat a été créé sur le camp en 1956 par l'UNRWA comme centre pour la jeunesse Al-Wehdat. et a remporté la ligue jordanienne en 1978.

## Personnes notables
Ibrahim Nasrallah l'écrivain est né dans le camp, a étudié dans les écoles de l'UNWRA et au collège de formation des enseignants de l'UNRWA à Amman. Ses parents ont été forcés de quitter leur domicile à Al-Bruij en 1948. Il publie des romans Gaza Weddings Nasrallah, Nihad Awad, directeur du Conseil sur les relations américano-islamiques (CAIR), a été interviewé par la Fox, la BBC, le New York Times, le Washington Post, Al-Jazeera, C-Span et d'autres sources principales. les médias.